# Woubrechtegem
Woubrechtegem is een landelijk dorp in de Belgische provincie Oost-Vlaanderen en een deelgemeente van Herzele, het was een zelfstandige gemeente tot aan de gemeentelijke herindeling van 1977. Woubrechtegem ligt in de Denderstreek. Het hoogste punt van de gemeente, 82 meter,  ligt in de zuidwestelijke hoek. Ten noorden loopt de Molenbeek-Ter Erpenbeek.

## Geschiedenis
In 868 werd voor het eerst gesproken van Amobriengaheim. Het dorp was toen bezit van de Henegouwse abdij van Lobbes. Later behoorde het grootste deel van de gemeente aan de heren van Gavere. Een kleiner deel bestond uit de heerlijkheid Hollebeke die lang bezit was van de markiezen De Bette van Lede. Samen met het aangrenzende Sint-Antelinks was het een van de zogenaamde 's graven propre dorpen en behoorde dus aan de Graaf van Vlaanderen.
In 1642 werden de leenrechten van beide dorpen verkocht aan de norbertijnerabdij Sint-Cornelius en Cyprianus van Ninove. Tot de Franse inval zou de abt hier zijn gezag uitoefenen. Er was een romaans kerkje, toegewijd aan Sint-Maarten, daterende uit 907 en dat in 1844 door de huidige kerk werd vervangen. Tijdens de Nederlandse tijd kreeg Woubrechtegem van koning Willem I een wapenschild toegekend.

## Bezienswaardigheden
- De Sint-Martinuskerk
- De oude pastorie, gebouwd in 1754 door de Abdij van Ninove. Het als beschermd monument gecatalogeerd gebouw kwam in 2005 in privéhanden terecht.
- Het Kasteel de Waepenaert aan de kasteelstraat, gebouwd in het laatste kwart van de 18e eeuw, was feitelijk een buitenverblijf. Bewoner was onder meer Raymond de Kerchove d'Exaerde, burgemeester van Woubrechtegem en later gouverneur van de provincie Oost-Vlaanderen. Later herbergde het gebouw een melkveebedrijf [1].

## Natuur en landschap
Woubrechtegem ligt in de Vlaamse Ardennen op een hoogte van 40-80 meter. Ten noorden van Woubrechtegem stroomt de Molenbeek-Ter Erpenbeek in noordelijke richting.
In het buitengebied ligt het Schapenbrugje, de enige verbinding tussen Ressegem en Woubrechtegem. De korte grens tussen deze twee dorpen wordt in zijn geheel gevormd door de Molenbeek die zich ten noorden van Woubrechtegem bevindt.

## Demografische ontwikkeling
- Bronnen:NIS, Opm:1831 tot en met 1970=volkstellingen; 1976 = inwoneraantal op 31 december

## Toerisme
Door dit dorp loopt onder meer de Molenbeekroute en Denderroute zuid.

## Bekende figuren
- Constant Duvillers (1803-1885) was er vanaf 1854 tot zijn dood pastoor. Hij was een letterkundige en uitgever van de Almanak van het Meetjesland. Hij is ook gekend onder de naam Meester Lieven.
- De wiskundige markies Gasparo Pagani (1796-1855), een Italiaan, professor aan de universiteiten van Leuven en Luik, overleed op het kasteel van Woubrechtegem en werd op het kerkhof van Woubrechtegem begraven.
- Hilaire Michiels (1845-1937) was 60 jaar burgemeester van Woubrechtegem.

## Nabijgelegen kernen
Sint-Antelinks, Aaigem, Herzele, Sint-Lievens-Esse
Deelgemeenten: Borsbeke · Herzele · Hillegem · Ressegem · Sint-Antelinks · Sint-Lievens-Esse · Steenhuize-Wijnhuize · Woubrechtegem

Belgische gemeenten · Arrondissement Aalst · Oost-Vlaanderen · Vlaanderen